# Minuartia rosei
Minuartia rosei là loài thực vật có hoa thuộc họ Cẩm chướng. Loài này được (Maguire & Barneby) McNeill mô tả khoa học đầu tiên năm 1980.